# Казимира Іллакович

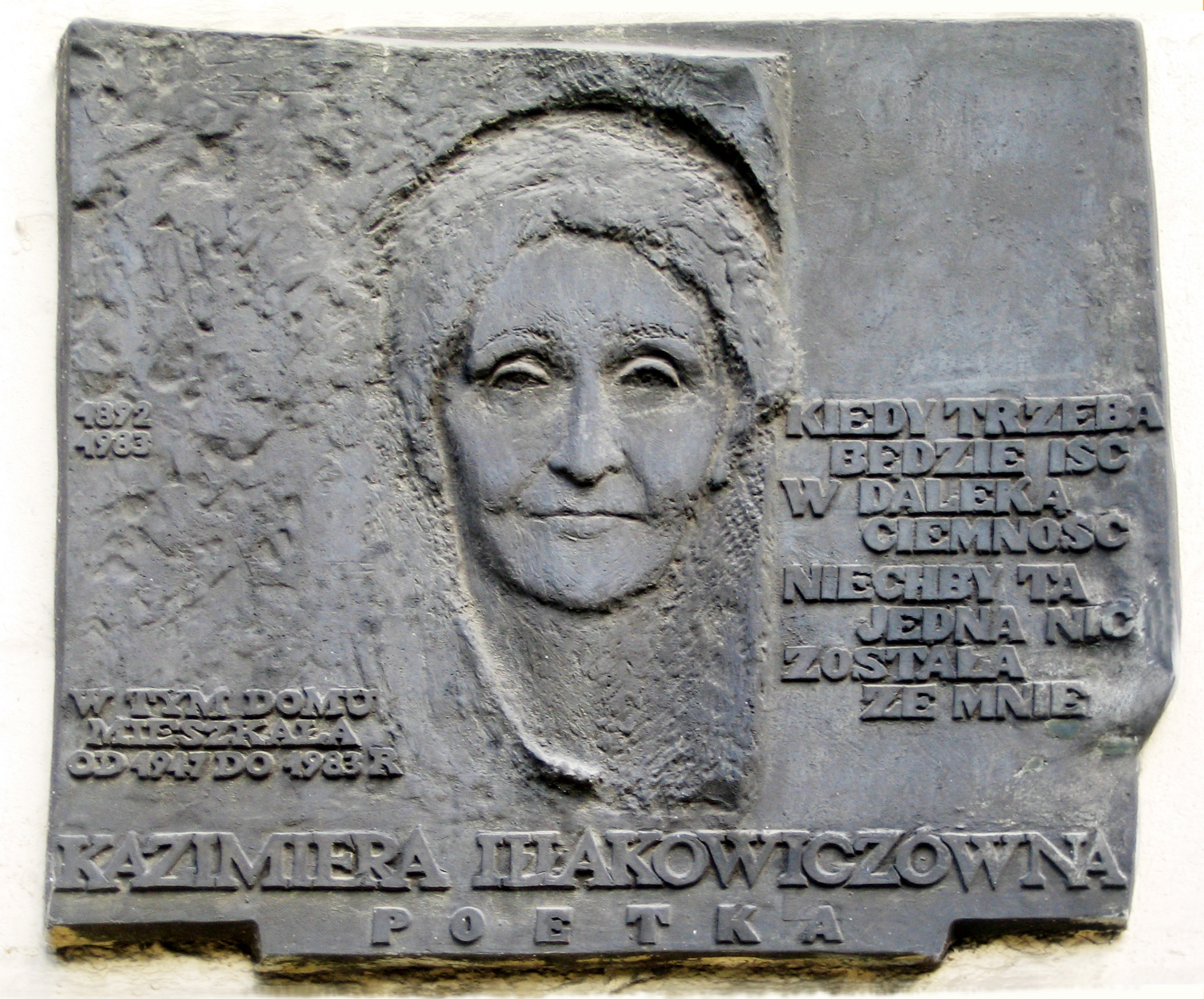
Меморіальна дошка перед музеєм поетеси в Познані

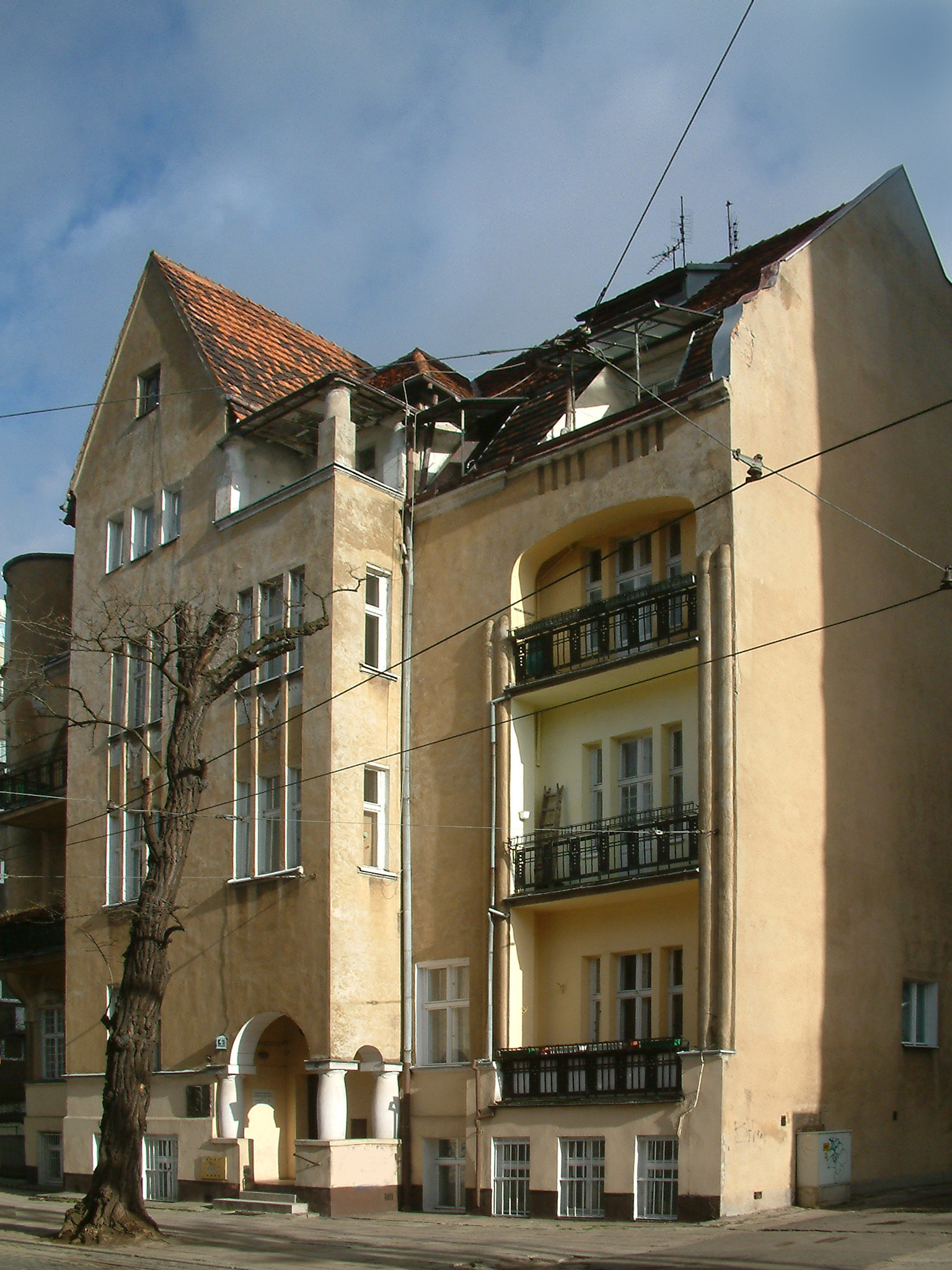
Музей у Познані

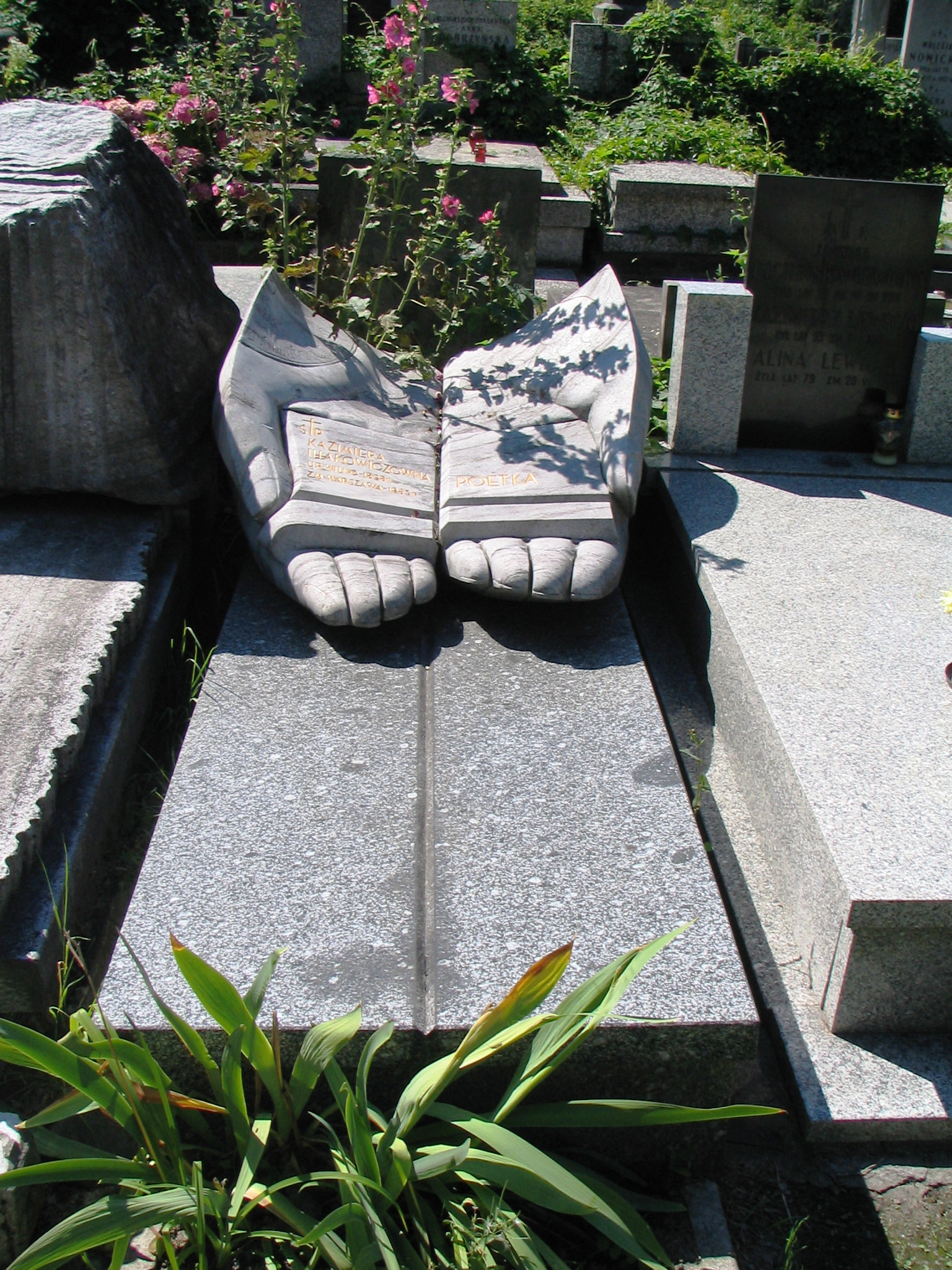
Могила Казимири Іллакович на Повонзківському цвинтарі у Варшаві, 27 липня 2008

Казими́ра Іллако́вич (пол. Kazimiera Iłłakowiczówna, 6 серпня 1892, Вільнюс — 16 лютого 1983, Познань) — польська поетеса, прозаїк, драматург і перекладач.

## Життя
Казимира Іллакович була позашлюбною донькою Клеменса Зана (сина Томаша Зана «Променистого», який був близьким приятелем Адама Міцкевича) і Барбари Іллакович. Її виховували родичі, адже вона рано залишилася сиротою.
Навчалася в російській гімназії Двінська, а проживала в Санкт-Петербурзі (1904-1905, 1907). Також вона навчалася в Женеві, в 1908-1909 роках — в Оксфорді, в 1910-1914 роках — в Ягеллонському університеті в Кракові, де познайомилася з Юзефом Пілсудським (в той час брала участь у студентському страйку). В роки Першої світової війни (1915–1917) служила санітаркою в російській армії. З 1918 року вона працювала в МЗС, а в 1926–1935 роках була секретаркою Юзефа Пілсудського, проте після його смерті знову повернулася в МЗС. У 1936–1938 роках їздила країнами Європи з лекціями про маршала Пілсудського. У міжвоєнний період літературна преса публікувала її твори, а також їх видавали у Познані в журналі «Веселка» (пол. «Tęcza»). 1939 року Казимира Іллакович переїхала до Румунії, де перебула воєнні роки, вивчила румунську і угорську мови. 1947 року вона повернулася до Польщі і замешкала у Познані. До 1954 року на батьківщині публікувалися лише її переклади.
Померла поетеса у Познані, а поховали її на Повонзківському цвинтарі у Варшаві.

## Творчість
Поетеса належала до найвизначніших постатей варшавського літературного життя міжвоєнного двадцятиліття. Інтелігентність, сила волі, елегантність, також креативність та непередбачуваність робили її захопливою і товариською в контактах з іншими людьми, але водночас і складною. Вона захоплювалася феміністичним рухом, який був у часи модернізму. Казимира Іллакович була віруючою особистістю і постійно відчувала сильний зв'язок із християнською духовністю. У Ілли було широке коло друзів, серед яких був Станіслав Ігнатій Віткевич, Юліан Тувім (після його смерті вона посвятила йому зворушливі спогади під назвою «Посмертне Тувімові»), Марія Домбровська (у своєму «Щоденнику» вона порівнювала її із св. Терезою Авільською). Після війни вона була позбавлена штатної роботи (обманювала сама себе, що з новою політичною системою зможе повернути собі посаду в МЗС), оселилася у Познані, займалася перекладом європейської літератури (Йоганн Вольфганг фон Гете, Лев Толстой) і навчанням англійської мови, а також уважно стежила за політичним життям (поетеса написала вірш «Моє серце розстріляли у Познані» після подій, які отримали назву Познанський червень (пол. Poznański Czerwiec), що відбувалися у Познані в червні 1956 року, внаслідок чого в кривавих сутичках загинуло багато робітників). Останніми роками життя, після невдалої операції з приводу глаукоми, вона осліпла.
Як поетеса Казимира Іллакович представляє оригінальне магічне уявлення, здібності до художнього і динамічного (майже кінематографічного) опису, незвичайного, майже музичного відчування ритміки тексту, вміло оперує гротеском, а іноді й наївним дитячим способом висловлення. Її фантазії сформувало дитинство, яке вона провела серед дикого, чарівного пейзажу північної Литви. Також на неї вплинула й літературна традиція: бароко (напр. Юзеф Бака), польський романтизм, лірика Болеслава Лесьмяна. Серед польських поетів ХХ століття їй видається близьким символіст Болеслав Лесьмян, однак Казимира Іллакович у своїй творчості оминає символізм. Вона була пов'язана із літературною групою «Скамандр» але при цьому зберегла особливий і неповторний характер своєї творчості. Також на відміну від поетеси Марії Павликовської-Ясножевської, яка входила до кола спілки «Скамандр», рідко виявляла безпосередню жіночу емоційність. В її творчому доробку також можемо знайти метафізичну поезію. Вона була найвидатнішим майстром у створенні тонічного вірша у польській поезії після Яна Каспровича. Казимира Іллакович дебютувала в період Молодої Польщі (том «Ікарові польоти», 1911), творчої зрілості досягнула у міжвоєнному двадцятилітті, а останній том віршів видала уже на старості років («Пошепки», 1966). Вірші поетеси про Катинський розстріл (1956) були опубліковані в Польщі після 1989 року.

## Досягнення

### Вірші
| Переклад назви       | Оригінальна назва     |
| -------------------- | --------------------- |
| Ангели               | Anioły                |
| Безжальна пам'ять    | Bezlitosna pamięć     |
| Що повинно відбутися | Co się musi stać      |
| Чаклунка             | Czarownica            |
| Нічний метелик       | Ćma                   |
| До Литви             | Do Litwy              |
| У Вільнюс            | Do Wilna              |
| Дух і тіло           | Duch i ciało          |
| Дівчинка             | Dziewczynka           |
| Інша осінь           | Inna jesień           |
| Як зберегти любов    | Jak przechować miłość |
| Глаукоми             | Jaskry                |
| Осінній жарт         | Jesienny żart         |
| Осінь                | Jesień                |
| Каїн і Авель         | Kain i Abel           |
| Листя                | Liście                |
| Кленове листя        | Liście klonowe        |
| Любов                | Miłość                |
| Несвята мука         | Nieświęta męka        |
| Невідоме             | Nieznane              |
| Нове                 | Nowe                  |
| Очікування           | Oczekiwanie           |
| Про осінь            | O jesieni             |
| Захист               | Obrona                |
| Павутина             | Pajęczyna             |
| Пейзаж               | Pejzaż                |
| Улов                 | Połów                 |
| Повернення           | Powrót                |
| Перед сном           | Przed zaśnięciem      |
| Ріка                 | Rzeka                 |
| Сам-на-сам           | Sam na sam            |
| Сон                  | Sen                   |
| Пошепки              | Szeptem               |
| В коридорі           | W korytarzu           |
| Залишиться           | Zostanie              |

### Збірки віршів
| Рік видання | Переклад назви                           | Оригінальна назва                        |
| ----------- | ---------------------------------------- | ---------------------------------------- |
| 1911        | Ікарові польоти                          | Ikarowe loty                             |
| 1917        | Три струни                               | Trzy struny                              |
| 1922        | Смерть Фенікса                           | Śmierć Feniksa                           |
| 1923        | Дитячі рими                              | Rymy dziecięce                           |
| 1926        | Улов                                     | Połów                                    |
| 1927        | Птах, що плаче                           | Płaczący ptak                            |
| 1928        | З глибини серця                          | Z głębi serca                            |
| 1930        | Попіл і перли                            | Popiół i perły                           |
| 1936        | Вірші про маршала Пілсудського 1912—1935 | Wiersze o Marszałku Piłsudskim 1912—1935 |
| 1959        | Легковажне серце                         | Lekkomyślne serce                        |
| 1959        | Дитячі вірші                             | Wiersze dziecięce                        |
| 1966        | Пошепки                                  | Szeptem                                  |
| 1967        | Ця одна нитка. Релігійні вірші           | Ta jedna nić. Wiersze religijne          |
| 1968        | Листя і статуї                           | Liście i posągi                          |

Окрім віршів Казимира Іллакович писала прозу, драми, казки для дітей.
Вона багато перекладала з англійської, німецької, російської, румунської та угорської мов. Прикладом надзвичайного перекладу є «Анна Кареніна» Льва Толстого. Перекладала також творчість американської поетеси Емілі Дікінсон та драму «Дон Карлос» Фрідріха Шиллера (1932).

## Нагороди
- Наказом від 11 листопада 1934 року Казимира Іллакович була нагороджена Офіцерським Хрестом Ордену Відродження Польщі за заслуги в галузі літературної діяльності і пропаганди за кордоном.
- У 1935 році була відзначена Золотим Академічним Лавром Польської академії літератури.
- У 1938 році отримала Командорський Хрест Ордену Корони Румунії.
- Отримала, зокрема, Літературну премію міста Вільнюса (1930), Державну літературну нагороду (1935), Премію Міністерства культури і мистецтва (1967), Премію міста Познань (1968), Державну нагороду І ступеня (1976).
- 5 жовтня 1981 року Університет імені Адама Міцкевича у Познані визнав її звання доктора honoris causa.
- У 1984 році її помешкання у Познані, яке знаходиться по вулиці Гайовій 4, квартира 8, було перетворено на музей, який присвячений поетесі.
- З 1983 року у Познані за дебют найкращих поетичних збірок присуджують Премію імені Казимири Іллакович, а урочисте вручення нагороди завжди відбувається у квартирі на вулиці Гайовій.